# Sin rastro de ti
Sin rastro de ti es una telenovela mexicana producida por Silvia Cano en su debut como productora ejecutiva para Televisa y transmitida por Las Estrellas en 2016. Es una historia original sobre la regeneración celular.
Protagonizada por Adriana Louvier y Danilo Carrera, y con las participaciones antagónicas de Ana Layevska y Fernando Ciangherotti ambos regresando a Televisa. Cuenta con las participaciones de los primeros actores José Elías Moreno y Roberto Blandón. 
El equipo de la telenovela inició las grabaciones el 23 de junio de 2016. La telenovela se estrenó el 9 de septiembre de 2016 a través de la plataforma Blim de Televisa.

## Trama
Julia Borges es una pediatra que tiene una vida perfecta, está a días de casarse con el amor de su vida, Mauricio Santillana. La boda la tiene muy entusiasmada, y justo antes de casarse, su hermana Camila llega a visitarla, lo que la pone aún más contenta. Pero el día anterior a la boda, Julia desaparece sin dejar rastro. Pasarán cinco años para que Julia regrese, pero ella es toda confusión, no sabe dónde estuvo todo ese tiempo ni qué fue lo que le pasó. Además, al regresar, descubre que Mauricio se casó con su hermana y que tienen un hijo. Julia tratará llegar al fondo para descubrir la verdad de lo que le pasó, ella quiere recuperar su vida, pero ha sido víctima de desalmadas personas.

## Reparto
- Adriana Louvier como Julia Borges / Lorena Mendoza
- Danilo Carrera como Mauricio Santillana[3]
- Ana Layevska como Camila Borges
- José Elías Moreno como Raúl Santillana
- Roberto Blandón como Ángel Borges
- Fernando Ciangherotti como Doctor Samuel Miller
- Tiaré Scanda como Doctora Rebeca Arias
- José Pablo Minor como Luis Lara
- Juan Martín Jáuregui como Braulio Portes
- Juan Pablo Medina como Tomás Burgos
- Alejandra Robles Gil como Érika Santillana
- Gema Garoa como Galina Sídorov
- Pablo Perroni como Julián Reynoso
- Alejandra Ambrosi como Berenice Díaz
- Héctor Kotsifakis como Abraham Gómez
- Pilar Padilla como Lía Galván
- Mauricio Abularach como Marco Enríquez
- Lalo Palacios como Francisco "Chisco" Medina
- Andrea Portugal como Magally Restrepo
- Marcela Morett como Lic. Romera
- Marcela Ruiz Esparza como Jimena Mercado
- Carlos Guerra como Dr. Mario Trejo
- Cecilia Gabriela como Sara Martínez
- Arcelia Ramírez como Gloria Miller
- Gabriela Zamora como Mirna

## Premios y nominaciones

### TV Adicto Golden Awards
| Año  | Categoría                  | Nominados      | Resultado |
| ---- | -------------------------- | -------------- | --------- |
| 2016 | Mejor actor de serienovela | Danilo Carrera | Ganador   |

### Premios TVyNovelas 2017
| Categoría                  | Persona                                            | Resultado |
| -------------------------- | -------------------------------------------------- | --------- |
| Mejor telenovela           | Silvia Cano                                        | Nominada  |
| Mejor actriz protagónica   | Adriana Louvier                                    | Nominada  |
| Mejor villana              | Ana Layevska                                       | Nominada  |
| Mejor villano              | José Elías Moreno                                  | Nominado  |
| Mejor actor coestelar      | Juan Pablo Medina                                  | Nominado  |
| Mejor actor juvenil        | José Pablo Minor                                   | Nominado  |
| Mejor actor de reparto     | Pablo Perroni                                      | Nominado  |
| Mejor actriz revelación    | Alejandra Robles Gil                               | Nominada  |
| Mejor actor revelación     | Juan Martín Jáuregui                               | Nominado  |
| Mejor guion o adaptación   | Carlos Quintanilla y Adriana Pelosi                | Nominados |
| Mejor dirección de cámaras | Walter Boehner y Luis Rodríguez                    | Nominados |
| Mejor dirección de escena  | Walter Boehner y Ana Lorena Pérez-Ríos             | Nominados |
| Mejor tema musical         | "Que lo nuestro se quede nuestro" de Carlos Rivera | Nominado  |